# ノーラン・ブッシュネル

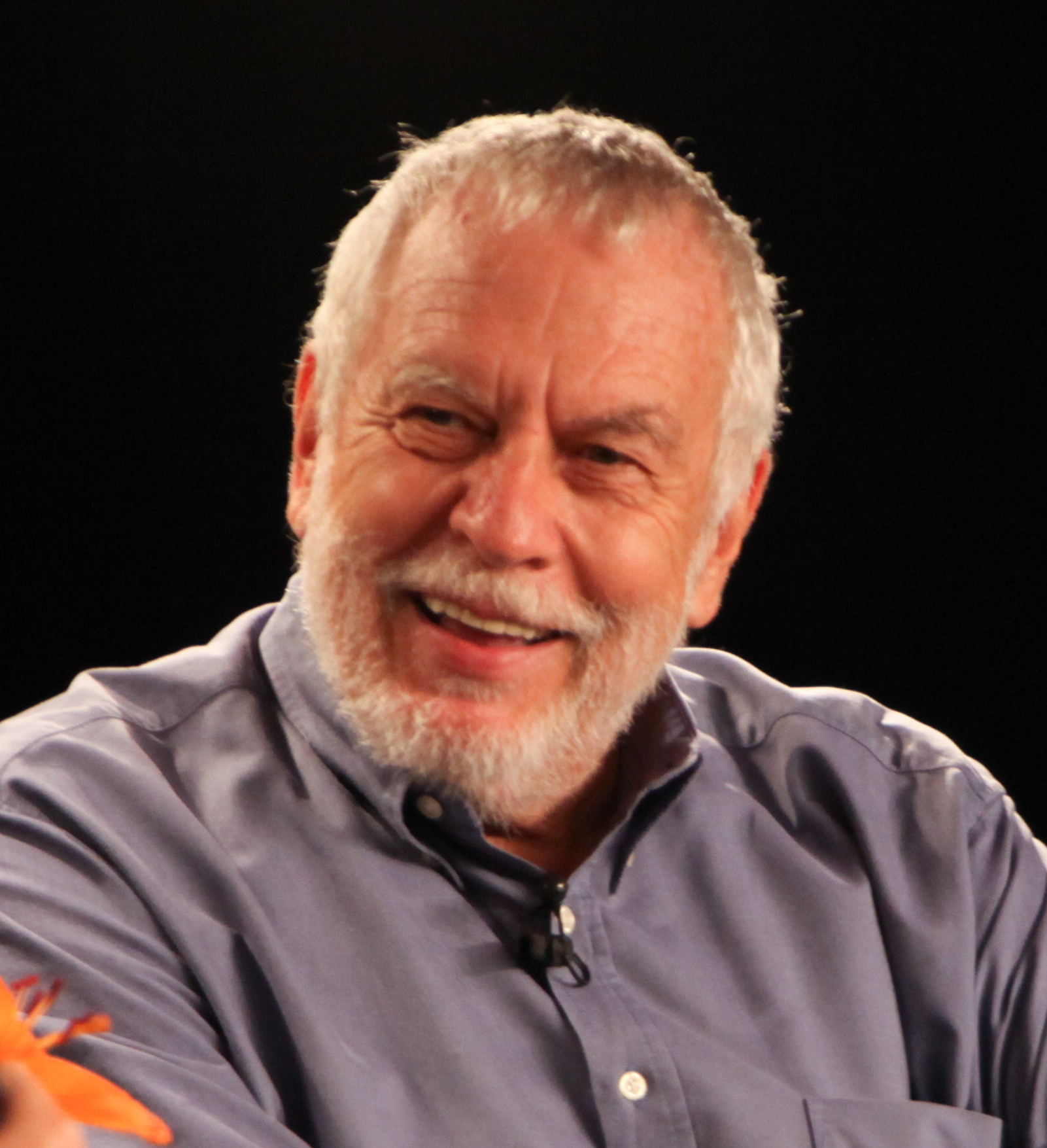
ノーラン・ブッシュネル（2013年）

ノーラン・ブッシュネル（Nolan Bushnell, 1943年2月5日 - ）は、アメリカ合衆国の元実業家・ゲームデザイナー・技術者で、アタリ社の創業者。20社以上創業しており、「ビデオゲーム産業（en:video game industry）の父」と言われている。ニューズウィーク誌で「アメリカを変えた50人」に選ばれたこともある。カタカナ表記は以前は「ノラン」だったが、現在は発音に忠実な「ノーラン」が使われている。

## 経歴
※各要素の詳細はいずれもそのリンク先の記事を参照。
生い立ちなど
ユタ州ソルトレイクシティに近いクリアフィールド町（Clearfield）に、4人兄弟の第2子（長男）として生まれる。子供の頃からSF・パズル・数学・電気工作が好きで、10歳でアマチュア無線を始め、コールサインはW7DUK。セメント業者でモルモン教徒の父は、ブッシュネルが15歳の時に亡くなったが、母は小学校の図書館で働きに戻り、また、生命保険に入っていたので生活は苦しくなかったという。
アルバイト経験、大学教育、大学時代の経験
ブッシュネルは、「自立性と感性を養う」「父の死」「教科書を買う金をポーカーで負けてすってしまう」等の理由から、小遣いを貰えなかったので、アルバイトをする必要が生じた。得意の電気工作を活かし、電気製品の格安修理を個人で行なったりしたが、一番大きな体験は、大学時代における近所の老舗遊園地「ラグーン遊園地 （Lagoon）」でのアルバイトだった。これはゲームコーナーでの客引き・射的や輪投げのプレゼント渡し・電気工作によるエレメカの修理などで、通常は週末のみだったが、夏休みは毎日働き、実績を積むにつれ経理などの事務業務も任された。ブッシュネルはこれで「アーケードゲームで儲ける」「電気工作で儲ける」という感覚を身につけ、これが後のゲームビジネスに役立ったと語っている。
1961年にユタ州立大学に入学。その後、ユタ州立大学からユタ大学工学部に転入した。当時はコンピューターについて勉強するには電気工学科しかなかったのでその学科を選び、プログラムを学んだ。研究室で『スペースウォー!』の魅力を知り、遊園地に設置することを考えたが、1台12万ドルはかかることがわかり断念したが、いつか実現しようと心に誓った。当時、ブッシュネル自身でも○×ゲームや、簡単な追っかけゲーム『キツネとガチョウ』のプログラムを作っている。大学時代には、他にもen:Litton Industriesという軍事企業の従業員たちの手伝いの仕事をしたり、ユタ大の産業エンジニアリング部門の仕事をしたり、広告会社をキャンパス内企業として自分で設立して数年ほど運営するなどということもしていた。1965年にユタ大学を卒業。
就職と結婚
卒業後、アミューズメントの仕事に就こうとディズニー関係の会社に就職するつもりでユタ州からカリフォルニア州に引っ越したものの、その会社は新卒を毎年採用してはおらず、当てがはずれる形に。代わりに、世界初のテープレコーダー会社であるアンペックス社に就職し デジタルレコーダーシステムの業務に関わった。このアンペックス社には、後にアタリで共に仕事をすることになる仲間が多数在籍していた。この会社に在籍していた1966年に最初の妻ポーラと結婚し、娘を2人もうけた。娘達は『コンピュータースペース』を開発する時に、次女の部屋が開発専用の部屋に変えられ、娘2人は1部屋に押し込まれ、とばっちりを受ける事になる。

### ビデオゲーム開発開始とアタリ創業
1970年に電子部品の値段が安くなったのを見るや、『スペースウォー!』のアーケードゲーム版『コンピュータースペース』の開発に取り掛かる。機械ゲームメーカーのナッチング・アソシエーツとライセンス契約を結ぶとともにテッド・ダフネイとともに同社に移籍した。1971年11月、コンピュータースペースを1,500台製作して発売したが、操作が難しくて人気が出ず、数十台の売り上げにとどまった。
これで諦めなかったブッシュネルは退職して、1972年にアタリを創業する。社名は囲碁用語で相手の陣地を奪い取る「アタリ」に由来する。なお、当初は惑星直列という意味の「シジギ（Syzygy）」にしようとしたが、すでにその名前で法人登記されていたため止めた。アラン・アルコーンを雇って、ゲーム史上初のヒット作『ポン』を開発・発売した。これで一気にコンピューターゲームを世に浸透させ、続いて『ホーム・ポン』（1974年）、『ブレイクアウト』（ブロックくずし、1976年）等の大ヒットゲームを生み出し、わずか数年で自分の会社を大企業に成長させた。
その後は家庭用ゲーム機「Atari 2600」等を開発しようとしたが、資金難に陥る。そこで1974年にアタリの株式の半分以上をワーナー・コミュニケーションズに売り、経営参加を認めた。だが経営方針が合わず、1976年にアタリの全株をワーナー・コミュニケーションズに2800万ドルで売却した。それまでに『ポン』『ブレイクアウト』で儲けていたうえに、この売却でさらに1300万ドルを得て、億万長者となったが、自分が創業した会社の議決権を失い、いわゆる「雇われ社長」という微妙な立場に。（支配権を失った創業者に起きがちなことだが）議決権を失ったブッシュネルは、アタリの支配権を得たワーナー社と経営方針の違いで大きく衝突、1978年に解任され、アタリから退いた。
なお一人目の妻と離婚していたブッシュネルは、アタリを解任される直前の1977年に二人目の妻ナンシー・ニーノ（Nancy Nino）と結婚（二人は6人の子を授かることになる）。

### アタリ退社後
ワーナーとの契約書に「退社後5年間はアタリと競合する業務をしてはいけない」とする条件（契約）も織り込まれていたため、5年間はそれ（ゲーム開発やゲーム機開発）以外の仕事を行なっていた。5年経った1983年からはアーケードゲームにも復帰し、主な事業は以下の通り。
ピザタイムシアター PTT（1977年開店、解任後すぐ店舗拡張開始）
ピザ屋とゲームセンターの融合店。アタリ退社後に一番成功した事業はこれで、再度注目の人となった。後に経営悪化、キーナンにトップの座を任せたが、1984年に競合他社に吸収合併ののち、チャック E. チーズとなった。
アクスロン（1980年）
コンピューター周辺機器メーカー。
センテ・アーケード・コンピューターシステム SAC（1983年）
老舗アーケードメーカー、バリー社の協力を得た、アーケードゲーム用基板のレンタル業。この社名も囲碁用語（先手）で、アタリ創業時の社名候補だった。だがレンタルというシステムが市場に受け入れられず、カートリッジ式基板も既にデータイーストのデコ・カセットシステムが先を行っており、ヒットしたゲームは『ハットトリック』だけだった。
カタリスト・テクノロジーズ（1981年）
ベンチャー企業の共同体で、新技術・新製品の援助を運営者と参加者同士で行なう。ちなみに「コンピュータースペース」開発時にとばっちりを受けた長女アリサも、父の血を受け継ぎベンチャー企業を経営、父と長女で同じビルに事務所を構えた事もある。
ユーウィンク（2000年）
タッチパネルとインターネット端末を使ったゲームシステム。
（名称不明）
映画の様に複雑化したゲーム界を見直し、誰でも遊べる簡単なゲームを併設した飲食店。
だがこれらも、最後まで成功せず挫折する事業が多く、1985年には破産した。現在は各種団体のメンバーや講演会などを仕事とする、「忙しい失業者」である。自家用ジェット機を2機も持ち、下院議員に立候補の話も出た事がある。
2005年にはアメリカの大型レジャー施設「メトレオン」に、「ゲームの歩みを記した人物」（Walk of Game）として、ブッシュネルと宮本茂の名が、星印の中に刻まれた。
2008年、パラマウント映画が、レオナルド・ディカプリオ主演でブッシュネルの半生を描いた映画『Atari』を製作発表。プロデューサーもレオナルド・ディカプリオが務めた。

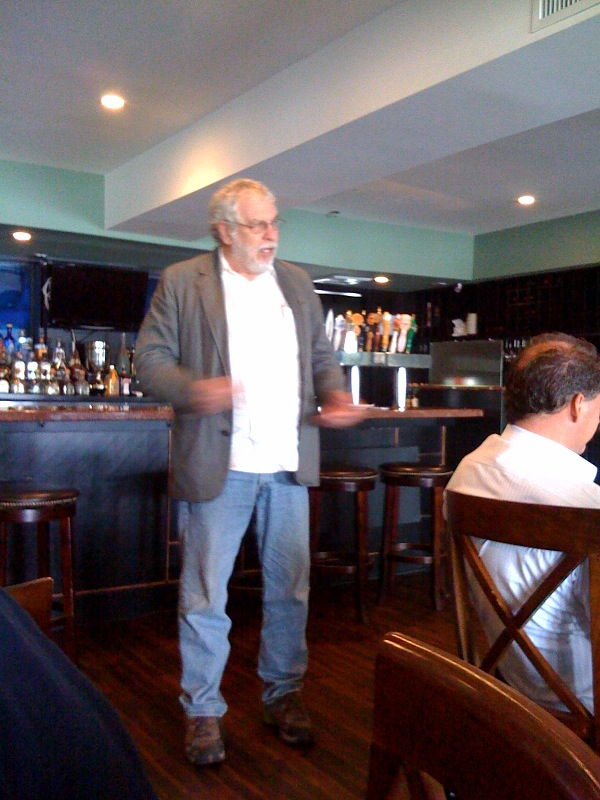
ノーラン・ブッシュネル